# リアウ州
リアウ州（リアウしゅう、インドネシア語: Riau）はインドネシアの州。州都はプカンバル。スマトラ島の中部にあり、マラッカ海峡に面している。

## 歴史
1725年、en:Sultanate of Siak Sri Indrapura（1725年–1946年）が成立。
2004年、リアウ諸島州がリアウ州から分離した。

## 地理
リアウ州は天然資源を豊富に有する豊かな州であり、石油、天然ガス、天然ゴム、パームオイルなどを産出している。州の大部分は平野であり、豊かな森林に覆われている。そのため、この州において、林業は重要である。
州の低地、海岸部では急速な海岸侵食が起こっている。

### 環境問題
州内では、森林を伐採して製紙用の木材（チップ）の生産が行われるとともにパーム油を生産するためのアブラヤシ農園が作られている。2010年代にはいると直接的な火入れが大規模に行われるようになり、2013年6月には州内で8000箇所もの山火事が発生していたとするデータがある。州内には泥炭地帯が広がっており、一度火災が生じると長時間くすぶり続けるため、マラッカ海峡を挟んだ隣国のマレーシアやシンガポールでは深刻な大気汚染に悩まされるようになった。
伐採による多大な森林を失っているこの地区では、違法な森林伐採も後を絶たないことが、地球温暖化への影響を懸念されている。そのため、州警察は史上最大規模の摘発に乗り出した。これは、対策として開発途上国での森林減少をどう食い止めるかが議題となっている国際連合気候変動枠組み条約締約国会議（COP13）で、違法伐採に自ら立ち向かう姿勢を内外に示したい政府の思惑が背景にある。

## 言語
インドネシア語はマレー語のリアウ方言に基づいて制定された。

## 行政区分
リアウ州は9県、2都市に分けられている。州域内には、州最大の都市プカンバルのほかにドゥマイやブンカリスなどの都市がある。

### 県
- ブンカリス県 - Bengkalis（ブンカリス：Bengkalis）
- イドゥラギリ・ヒリル県 - Indragiri Hilir（トゥムビラハン：Tembilahan）
- イドゥラギリ・フル県 - Indragiri Hulu（ルンガット：Rengat）
- カムパル県 - Kampar（バンキナン：Bangkinang）
- クアンタン・シンギンギ県 - Kuantan Singingi（トゥルククアンタン：Telukkuantan）
- プララワン県 - Pelalawan（パンカラン・クリンチ：Pangkalan Kerinci）
- ロカン・フル県 - Rokan Hulu（パシール・プンガライアン：Pasir Pengaraian）
- ロカン・ヒリル県 - Rokan Hilir（バガン・シアピアピ：Bagan Siapi-api）
- シアク県（英語版） - Siak（シアクスリインダプラ：Siaksriindapura）- シアク王国（英語版）

### 市
- ドゥマイ - Dumai
- プカンバル - Pekanbaru

## 教育

### 大学
- Universitas Riau(リアウ大学)
- Universitas Islam Riau(リアウ・イスラム大学)
- Universitas Islam Negri SUSKA (Sultan Syarif Kasim)
- Universitas Lancang Kuning (ラチャン・クニン大学)

### 専門学校
- Politeknik Caltex Riau (カルテックス・リアウ専門学校)